# Oms
Oms is een gemeente in het Franse departement Pyrénées-Orientales (regio Occitanië) en telt 268 inwoners (1999). De plaats maakt deel uit van het arrondissement Céret. De naam is van Catalaanse origine en betekent olmen, wat de drie iepen (olmen) in het wapenschild verklaart.

## Geografie
De oppervlakte van Oms bedraagt 19,0 km², de bevolkingsdichtheid is 14,1 inwoners per km².

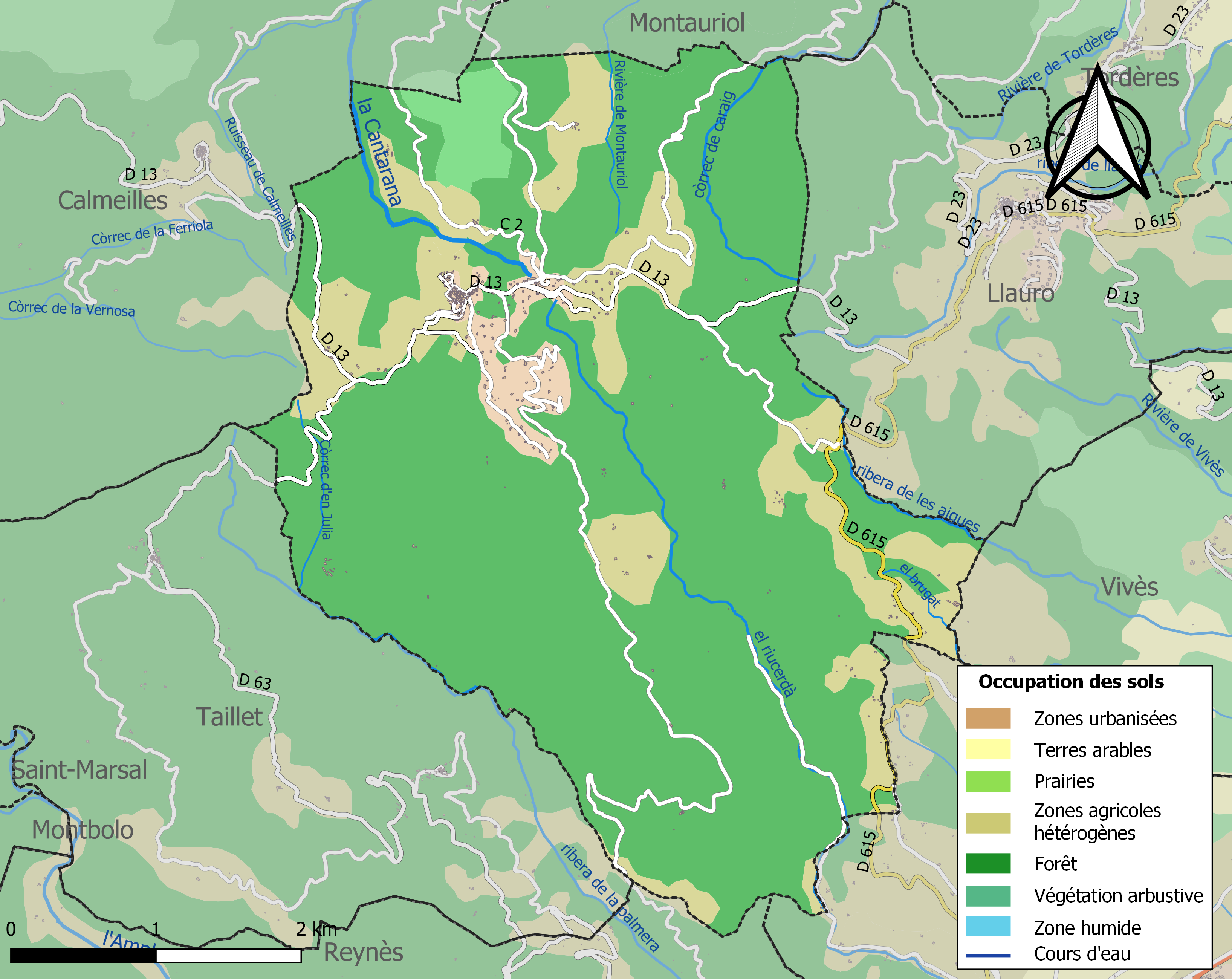
Kaart van de gemeente met de belangrijkste infrastructuur, bodemgebruik en omliggende gemeenten

## Demografie
Onderstaande figuur toont het verloop van het inwonertal (bron: INSEE-tellingen).

## Personen
- Michiel van Oms en Sentmenat (°…—1576, 59ste President van de Generalitat de Catalunya
- Frans Veldman (1920-2010), Nederlands fysiotherapeut, grondlegger van de haptonomie is in Oms overleden